# エンタの神様
『エンタの神様』（エンタのかみさま、英： The God of Entertainment ）は、日本テレビ系列で2003年4月19日から2010年3月20日まで毎週土曜日 22:00 - 22:54（JST）にレギュラー放送され、2012年以降は特別番組として不定期に放送されているお笑い番組。通称は「エンタ」。
2010年7月よりCS放送の日テレプラスで第1回から順に再放送されている。

## 概要
番組開始当初は究極のエンターテインメントを追求する「総合エンターテインメント番組」として放送を開始し、ネタ見せのコーナーのほかにもモーニング娘。と宝塚歌劇団の競演、Gacktが歌う『Birdcage』のプロモーション映像、松尾幻燈斎の「気の極み」、「関根勤とモノマネ軍団（MEGUMIなど）」による物真似芸、ソニンのギター弾き語り、森山直太朗の桜の下での歌唱、ZONEの廃校になる小学校での演奏、カールスモーキー石井の川辺での歌唱、本田美奈子.の本人二役歌唱や伊集院光らが面白い映像を紹介する一方で、視聴者の芸を紹介することもあった。
しかし、放送から半年後にはお笑い芸人によるネタ見せ番組となり、同時期に放送されていた『笑いの金メダル』とともに2000年代中盤に「お笑いブーム」を巻き起こした。
プライムタイムのバラエティ番組としては珍しく、無名同然の芸人を多く起用したことが特徴で、波田陽区や、コウメ太夫、ですよ。など、いわゆる「一発屋」芸人を多く輩出した番組としても知られる。
ネタには必ずスタッフの校正が入るため、出演を断る芸人も多かったという。オリエンタルラジオの藤森慎吾は自分たちの「武勇伝」のネタについて「エンタの神様では全部ディレクターと作家が考えたネタ」「自分たちの武勇伝のネタは1つもなかった」と語っていたことがある。アンジャッシュは、収録日当日の朝まで「出ません」と言うなど五味らスタッフと毎週ケンカしていたと話していたことがあり、また陣内智則もスリムクラブ、波田陽区、コウメ太夫の決め台詞やネタは五味の指導でできたもので「結構みんなボケを指定された」とし、リハーサルについても「（指定された台詞を）一言一句間違えずに」行われ、本番で間違えた場合は、リハーサルで撮った映像を使うかもう一回撮り直しをしたと明かしていたことがある。総合演出の五味一男の方針により本番組限定の芸名を付けられたり、ネタへの字幕スーパーや注釈、笑い声の過剰な付け足しなど、演出に対して賛否両論が分かれた。番組側から芸名を付けられた芸人については、#番組限定の芸名を参照。
放送ではカットされるものの、収録ではネタとネタの間にMCとのフリートークが設けられる。これは収録におけるセット転換の時間を繋ぐためだけではなく、プロデューサーがトークの力量を見て他番組の出演者を決めるオーディション的役割も兼ねていた。
字幕放送・ハイビジョン制作（2004年10月から）。地上デジタル放送では出演芸人の紹介や芸人の最新情報を提供する連動データ放送を行っていた。
音声は放送開始当初、モノステレオ放送 を実施しており、お笑い番組にシフトされてからはモノラル放送（地上デジタル放送ではモノステレオ放送）を実施していた。しかし、2012年4月から不定期で放送しているスペシャル版ではステレオ放送 を実施している。
番組公式サイトでは、掲示板や番組グッズ紹介に加え今後の収録に出演予定の芸人の紹介や収録時に行われた芸人と司会者のトーク（一部の芸人のみ）、これまでに出演した芸人の一覧・プロフィールが掲載されている。
2004年冬と2008年秋に番組のDVDが発売された。2007年11月には姉妹番組として『エンタの天使』が誕生した。オープニングテーマは、映画『ギャラクシー・クエスト』のメインテーマを開始から終了まで一貫して使用していた。
日本PTA全国協議会による『親が子どもに見せたくない番組』の上位に本番組がランクインしたことがあった。
本番組は20%を超える視聴率を度々獲得していた時期もあったが、2009年には特に11月以降、徐々に視聴率1桁の回が出るようになり低迷した。そして2010年1月22日、これらを理由に同年3月での番組終了を発表した。
最終回は2010年3月20日に放送され、『エンタの神様 7年間ありがとう!大爆笑の傑作名作ネタすべて見せますSP』と題して過去の名場面を放送した。平均視聴率も19.3%を記録し、有終の美を飾った。後番組としてジャニーズ事務所所属のアイドルグループ・嵐がメイン出演する『嵐にしやがれ』が放送を開始した。
これに際して番組開始当初から出演していた陣内智則が自身のブログで、「賛否両論ありましたが、僕にとっては思い出深い大切なネタ番組でした。やっぱり芸人として、ネタ番組が終わるということは寂しいもんです。」と語っている。

### 特別番組として復活
2012年以降は特別番組として『エンタの神様 大爆笑の最強ネタ大連発（大大連発・大大大連発）SP』のタイトルで現在も放送されている。司会はレギュラー時代と同様、福澤朗と白石美帆。新作ネタのほか過去の傑作ネタを含めて放送されているが通常回ではいつの放送のものなのか特に説明はない。
第1回は「エンタ復活」を記念してアンガールズ、アンジャッシュ、アンタッチャブル、オリエンタルラジオ、サンドウィッチマン、陣内智則、スリムクラブ、タカアンドトシ、東京03、ドランクドラゴン、ナイツ、波田陽区、パンクブーブーといったエンタ全盛期の芸人が総出演した。当番組でブレイクした波田はラストバッターとして7年ぶりに「ギター侍」を披露し、観客を沸かせた。司会はレギュラー時代と同様、福澤朗と白石美帆が務めた。
第2回は放送時間が前回より1時間拡大された他、出演芸人もレギュラー放送時代に数回のみの出演の芸人（アナログタロウ、姫くり、ライスなど）から初登場芸人（ニッチェ）、実力派芸人まで幅広くなった。
第4回以降はレギュラー放送時代の曜日・時間帯に限らず、土曜日22時台以外でも放送されるようになった。一方で2024年現在、唯一木曜日での放送実績がない。
第6回は初の3時間の放送となった。放送前日の3月16日放送の『嵐にしやがれ』では波田陽区のほか、パペットマペット、デッカチャン、ジョイマン、ムーディ勝山、コウメ太夫、レギュラー、スギちゃん、ダンディ坂野、テツandトモがゲスト出演した。その内、翌日の当番組にも出演したのはデッカチャン、コウメ太夫（AMEMIYAのネタにゲスト出演している）、スギちゃんである。
第9回では、番組の最後に2013年10月5日 に交通事故で死去した桜塚やっくんの映像が流れ、福澤と白石のナレーションによる追悼の言葉が添えられた。最後は「ありがとう 桜塚やっくん 「エンタの神様」」のメッセージテロップで締め括られた。
第17回（2015年12月26日放送分）に出演していたキングオブコメディは高橋健一の不祥事に伴い、該当部分が同じプロダクション人力舎所属のアンタッチャブルの過去作に差し替えられた。
第23回（2017年8月30日）は、当時AKB48の長久玲奈が芸人枠として出演。9月4日の「AKBINGO!」にて本放送回収録時に密着した映像と五味によるインタビューが放送された。
第29回は番組史上最長の放送時間となる3時間14分（19:00 - 22:14）の放送となった。
第30回は番組初の『金曜ロードSHOW!』枠で放送となった。
第32回は『300回突破記念!あの人気者は昔こうだった!傑作爆笑ネタSP』と題した特別編として放送され、エンタ常連芸人の初登場時のネタや伝説のネタを本人による裏話を交えた形で放送された。
第36回は新型コロナウイルス感染症による影響により番組史上初となる無観客で収録が行われ、MCの福澤と白石の間にはアクリル板が設置された。
2020年8月22日、8月23日に放送された『24時間テレビ 愛は地球を救う43』では「エンタで24時間」と題した本番組とのコラボレーション企画が放送された。コーナーMCは24時間テレビメインパーソナリティーよりKis-My-Ft2の北山宏光と、本番組より陣内智則とサンドウィッチマンが務めた。出演芸人はミルクボーイ、陣内智則、EXIT、サンドウィッチマン、タカアンドトシ、チョコレートプラネット、かまいたち、ハナコ、どぶろっく、トレンディエンジェル、3時のヒロイン（初登場）、四千頭身、ぺこぱ、ジャングルポケット。各芸人ともに「24時間」「愛」「地球」「マラソン」「国技館」など24時間テレビにまつわるキーワードを盛り込んだネタを披露した。なお、ジャングルポケットはコーナーMCの北山とのスペシャルコラボとして、有吉の壁で扮するキャラクター「ストレッチャーズ」を披露した。
レギュラー放送時代に番組限定の芸名で出演していた芸人は、復活特番に於いては本来の芸名で出演する（例：まちゃまちゃ、ビューティーこくぶ、爆笑コメディアンズなど）。
大半の芸人は付けられるキャッチコピーがレギュラー放送時代とは異なる。キャッチコピーに関してレギュラー放送時代は、オスカー像と芸人のネタ映像が回転し、ナレーションが「○○なのはこの男!△△（キャッチコピー）□□（芸名）」と読み上げる形式の紹介は廃止され、復活特番ではキャッチコピー等の読み上げは一切行われず、簡素な紹介文が読まれるのみである。
2021年までは年4〜5回のペースで放送されていた一方、2022年は5月8日に放送されたのみで、この回を最後に1年以上放送されていなかったが、2023年12月31日から2024年1月1日にかけて放送された年越し番組『笑って年越し!THE 笑晦日』（12月31日16:15 - 1月1日2:00）内の企画として、『エンタの神様 大晦日スペシャル』と題して1年7ヶ月ぶりに放送された。
| 放送回 | 放送日         | 放送曜日 | 放送時間（JST）             |
| ------ | -------------- | -------- | --------------------------- |
| 第1回  | 2012年4月7日   | 土曜日   | 22:00 - 22:54               |
| 第2回  | 2012年6月30日  | 土曜日   | 21:00 - 22:54               |
| 第3回  | 2012年10月6日  | 土曜日   | 22:00 - 22:54               |
| 第4回  | 2012年11月26日 | 月曜日   | 21:00 - 23:08               |
| 第5回  | 2012年12月23日 | 日曜日   | 19:00 - 20:54               |
| 第6回  | 2013年3月17日  | 日曜日   | 19:00 - 21:54               |
| 第7回  | 2013年8月10日  | 土曜日   | 19:00 - 20:54               |
| 第8回  | 2013年10月5日  | 土曜日   | 21:00 - 22:54               |
| 第9回  | 2013年12月7日  | 土曜日   | 19:00 - 21:24               |
| 第10回 | 2014年3月15日  | 土曜日   | 19:00 - 20:54               |
| 第11回 | 2014年7月28日  | 月曜日   | 21:00 - 22:54               |
| 第12回 | 2014年9月20日  | 土曜日   | 19:00 - 20:54               |
| 第13回 | 2014年12月27日 | 土曜日   | 19:00 - 21:54               |
| 第14回 | 2015年3月21日  | 土曜日   | 19:00 - 20:54               |
| 第15回 | 2015年7月19日  | 日曜日   | 19:00 - 20:54               |
| 第16回 | 2015年9月19日  | 土曜日   | 19:00 - 20:54               |
| 第17回 | 2015年12月26日 | 土曜日   | 19:00 - 21:54               |
| 第18回 | 2016年3月26日  | 土曜日   | 21:00 - 22:54               |
| 第19回 | 2016年5月21日  | 土曜日   | 19:00 - 20:54               |
| 第20回 | 2016年10月1日  | 土曜日   | 19:00 - 20:54               |
| 第21回 | 2016年12月24日 | 土曜日   | 19:00 - 22:05               |
| 第22回 | 2017年3月25日  | 土曜日   | 21:00 - 22:54               |
| 第23回 | 2017年8月30日  | 水曜日   | 19:00 - 20:54               |
| 第24回 | 2017年9月30日  | 土曜日   | 21:00 - 22:54               |
| 第25回 | 2017年12月29日 | 金曜日   | 19:00 - 21:45               |
| 第26回 | 2018年3月24日  | 土曜日   | 19:00 - 20:54               |
| 第27回 | 2018年6月23日  | 土曜日   | 21:00 - 22:54               |
| 第28回 | 2018年9月15日  | 土曜日   | 19:00 - 20:54               |
| 第29回 | 2018年12月22日 | 土曜日   | 19:00 - 22:14               |
| 第30回 | 2019年5月3日   | 金曜日   | 21:00 - 22:54               |
| 第31回 | 2019年8月12日  | 月曜日   | 19:00 - 21:00               |
| 第32回 | 2019年9月18日  | 水曜日   | 21:00 - 22:54               |
| 第33回 | 2019年12月21日 | 土曜日   | 19:00 - 20:56 20:59 - 21:20 |
| 第34回 | 2020年4月1日   | 水曜日   | 21:00 - 22:54               |
| 第35回 | 2020年6月9日   | 火曜日   | 19:00 - 20:54               |
| 第36回 | 2020年8月10日  | 月曜日   | 19:00 - 21:00               |
| 第37回 | 2020年9月23日  | 水曜日   | 19:00 - 20:54               |
| 第38回 | 2020年12月30日 | 水曜日   | 21:00 - 22:44 22:47 - 23:30 |
| 第39回 | 2021年4月7日   | 水曜日   | 21:00 - 22:54               |
| 第40回 | 2021年8月9日   | 月曜日   | 19:00 - 21:00               |
| 第41回 | 2021年10月16日 | 土曜日   | 19:00 - 20:54               |
| 第42回 | 2021年12月29日 | 水曜日   | 21:00 - 22:40 22:43 - 23:30 |
| 第43回 | 2022年5月8日   | 日曜日   | 19:00 - 20:54               |
| 第44回 | 2023年12月31日 | 日曜日   | 20:00 - 22:00               |
| 第45回 | 2024年9月30日  | 月曜日   | 19:00 - 21:00               |
| 第46回 | 2025年4月9日   | 水曜日   | 19:00 - 21:00               |

## 出演者

### 司会
- 福澤朗（日本テレビアナウンサー→2005年7月1日付でフリーアナウンサー）
- 白石美帆

この2人が第1回から司会を務めている。収録では幕間ごとに出演芸人とのフリートークも担当している。レギュラー放送最終回ではナレーションも兼務した。
司会者席にはこの2人に加え、2004年7月3日放送分までは2人のゲストタレントが同席し感想などをコメントしていた。
放送ではカットされているが、収録では幕間ごとに出演芸人と司会者2人とのフリートークがあり、観覧客しか見ることができない。
- 徳島えりか（日本テレビアナウンサー）

白石が育休中だったため、2018年6月23日放送分で代役を務めた。後に2019年12月21日放送分でも司会を務めている。

### ナレーター
- DJ.ナイク
- 坂上みき

ネタ前の芸人紹介での最初の「○○○○のは、この男～!」（男性芸人）、「○○○○のは、この人～!」（女性芸人）「○○○○のは、この二人（三人）～!」（グループ芸人）は坂上によるもの。芸人のキャッチコピーをどちらが読むかは不定だが主にピン芸人を坂上が、グループをDJナイクが担当している。
レギュラー放送末期では紹介コピーが短縮されることがあり、また復活特番では上記のような読み上げはされず、簡単な紹介文が読まれるのみである。
- 鈴江奈々（日本テレビアナウンサー）

「エンタの神様 今年も笑わせまSP!!」でのナレーション。
- バッキー木場

2016年12月まで月曜21時 - 22時54分枠での放送時に担当。

### レギュラー時代の出演芸人
出演する芸人の中にはキャッチコピーがない芸人もいる（特に初期）。キャッチコピーは五味プロデューサーが芸人の名前やネタなどを見て決めている。→はキャッチコピーの変更、⇒は出演時の名義の変更を示す。芸人によってはネタによりキャッチコピーが異なる場合がある。

## 番組限定の芸名
この番組でのみ使う芸名を持つ芸人が多数いる。
桜塚やっくん・ヒライケンジ・小梅太夫は出演後、芸名が実際に他のメディアでも使用され正式にその芸名に改名した。左側が本来の芸名で右側がこの番組での芸名。太字は両方の名義で出演をしている芸人である。オジンオズボーンの篠宮暁は相方の高松新一と共にコンビでの出演もある。
復活特番においては、ハローケイスケを除き番組限定の芸名を使うことはなく、本来の芸名で出演している。

## 番組グッズ
「日テレ屋web」にてノート類・携帯ストラップ・クリアフォルダなどを発売していた。

### DVD
- エンタの神様 ベストセレクション Vol.1〜6
- サンドウィッチマンのエンタねた vol.1〜4

### 番組からのCDデビュー
- はなわ 『伝説の男〜ビバガッツ〜』
- 波田陽区 『ギター侍の歌』
- 小梅太夫 『小梅日記』
- 小梅太夫 with High!Cheese『純情!サクラ吹雪』『BLACK and WHITE』『帰って来たヨッパライ』
- ヒライケンジ 『大きな古時計』

## ネット局
| 放送対象地域   | 放送局                    | 系列                                         | レギュラー版           | 復活特番                                                                            | 備考      |
| -------------- | ------------------------- | -------------------------------------------- | ---------------------- | ----------------------------------------------------------------------------------- | --------- |
| 関東広域圏     | 日本テレビ（NTV）         | 日本テレビ系列                               | 制作局                 | 制作局                                                                              |           |
| 北海道         | 札幌テレビ（STV）         | 日本テレビ系列                               | 同時ネット             | 同時ネット                                                                          |           |
| 青森県         | 青森放送（RAB）           | 日本テレビ系列                               | 同時ネット             | 同時ネット                                                                          |           |
| 岩手県         | テレビ岩手（TVI）         | 日本テレビ系列                               | 同時ネット             | 同時ネット                                                                          |           |
| 宮城県         | ミヤギテレビ（MMT）       | 日本テレビ系列                               | 同時ネット             | 同時ネット                                                                          |           |
| 秋田県         | 秋田放送（ABS）           | 日本テレビ系列                               | 同時ネット             | 同時ネット                                                                          |           |
| 山形県         | 山形放送（YBC）           | 日本テレビ系列                               | 同時ネット             | 同時ネット                                                                          |           |
| 福島県         | 福島中央テレビ（FCT）     | 日本テレビ系列                               | 同時ネット             | 同時ネット                                                                          |           |
| 山梨県         | 山梨放送（YBS）           | 日本テレビ系列                               | 同時ネット             | 同時ネット                                                                          |           |
| 新潟県         | テレビ新潟（TeNY）        | 日本テレビ系列                               | 同時ネット             | 同時ネット                                                                          |           |
| 長野県         | テレビ信州（TSB）         | 日本テレビ系列                               | 同時ネット             | 同時ネット                                                                          |           |
| 静岡県         | 静岡第一テレビ（SDT）     | 日本テレビ系列                               | 同時ネット             | 同時ネット                                                                          |           |
| 富山県         | 北日本放送（KNB）         | 日本テレビ系列                               | 同時ネット             | 同時ネット                                                                          |           |
| 石川県         | テレビ金沢（KTK）         | 日本テレビ系列                               | 同時ネット             | 同時ネット                                                                          |           |
| 中京広域圏     | 中京テレビ（CTV）         | 日本テレビ系列                               | 同時ネット             | 同時ネット                                                                          |           |
| 近畿広域圏     | 読売テレビ（ytv）         | 日本テレビ系列                               | 同時ネット             | 同時ネット                                                                          |           |
| 鳥取県・島根県 | 日本海テレビ（NKT）       | 日本テレビ系列                               | 同時ネット             | 同時ネット                                                                          |           |
| 広島県         | 広島テレビ（HTV）         | 日本テレビ系列                               | 同時ネット             | 同時ネット                                                                          |           |
| 山口県         | 山口放送（KRY）           | 日本テレビ系列                               | 同時ネット             | 同時ネット                                                                          |           |
| 徳島県         | 四国放送（JRT）           | 日本テレビ系列                               | 遅れネット →同時ネット | 同時ネット                                                                          | [ 注 28 ] |
| 香川県・岡山県 | 西日本放送（RNC）         | 日本テレビ系列                               | 同時ネット             | 同時ネット                                                                          |           |
| 愛媛県         | 南海放送（RNB）           | 日本テレビ系列                               | 同時ネット             | 同時ネット                                                                          |           |
| 高知県         | 高知放送（RKC）           | 日本テレビ系列                               | 同時ネット             | 同時ネット                                                                          |           |
| 福岡県         | 福岡放送（FBS）           | 日本テレビ系列                               | 同時ネット             | 同時ネット                                                                          |           |
| 長崎県         | 長崎国際テレビ（NIB）     | 日本テレビ系列                               | 同時ネット             | 同時ネット                                                                          |           |
| 熊本県         | くまもと県民テレビ（KKT） | 日本テレビ系列                               | 同時ネット             | 同時ネット                                                                          |           |
| 大分県         | テレビ大分（TOS）         | 日本テレビ系列 フジテレビ系列                | 遅れネット →同時ネット | 月曜・水曜・土曜・日曜放送の場合は同時ネット 火曜・木曜・金曜放送の場合は遅れネット | [ 注 29 ] |
| 鹿児島県       | 鹿児島読売テレビ（KYT）   | 日本テレビ系列                               | 同時ネット             | 同時ネット                                                                          |           |
| 福井県         | 福井放送（FBC）           | 日本テレビ系列                               | 遅れネット             | 土曜以外の放送の場合は同時ネット 土曜放送の場合は編成により同時もしくは遅れネット   |           |
| 宮崎県         | テレビ宮崎（UMK）         | フジテレビ系列 日本テレビ系列 テレビ朝日系列 | 遅れネット             | 金曜・日曜放送の場合は同時ネット 月曜～木曜・土曜放送の場合は放送なし               | [ 注 31 ] |
| 沖縄県         | 琉球放送（RBC）           | TBS系列                                      | 遅れネット             | 不定期放送                                                                          |           |

## パロディ
- エンタの貧乏神様（はねるのトびら）
- ノリタの神様（とんねるずのみなさんのおかげでした）
- エンタの何様（伊集院光深夜の馬鹿力）
- エンタの殿様、エンタの何様（コンバット）
- エンタの悪魔（女王の教室）
- アリタの神様（有田P おもてなす）